# Plan Jokinen
 (juillet 2023).
Le Plan Jokinen est un plan d'urbanisme proposé dans les années 1960 par l'ingénieur américain David Andrew Jokinen. Son but était de redessiner complètement les villes néerlandaises de La Haye (plan de 1962) et d'Amsterdam (plan de 1967).

## Contexte
Après la Seconde Guerre mondiale, la reconstruction s'accompagne d'une très forte croissance du trafic automobile dans toute l'Europe, notamment aux Pays-Bas. Dès les années 1950, les centres-villes sont congestionnés ; en effet la pratique automobile s'y démocratise au détriment de celle du vélo.
Une stichting, c'est-à-dire une organisation privée sans but lucratif, est fondée aux Pays-Bas : la Stichting Weg. Cette structure commande dans les années 1960 une étude d'amélioration du trafic pour les villes d'Amsterdam, Deventer et Maastricht. La demande est adressée à David Jokinen, un ingénieur américain spécialisé dans la gestion efficiente du trafic routier.

## Le plan

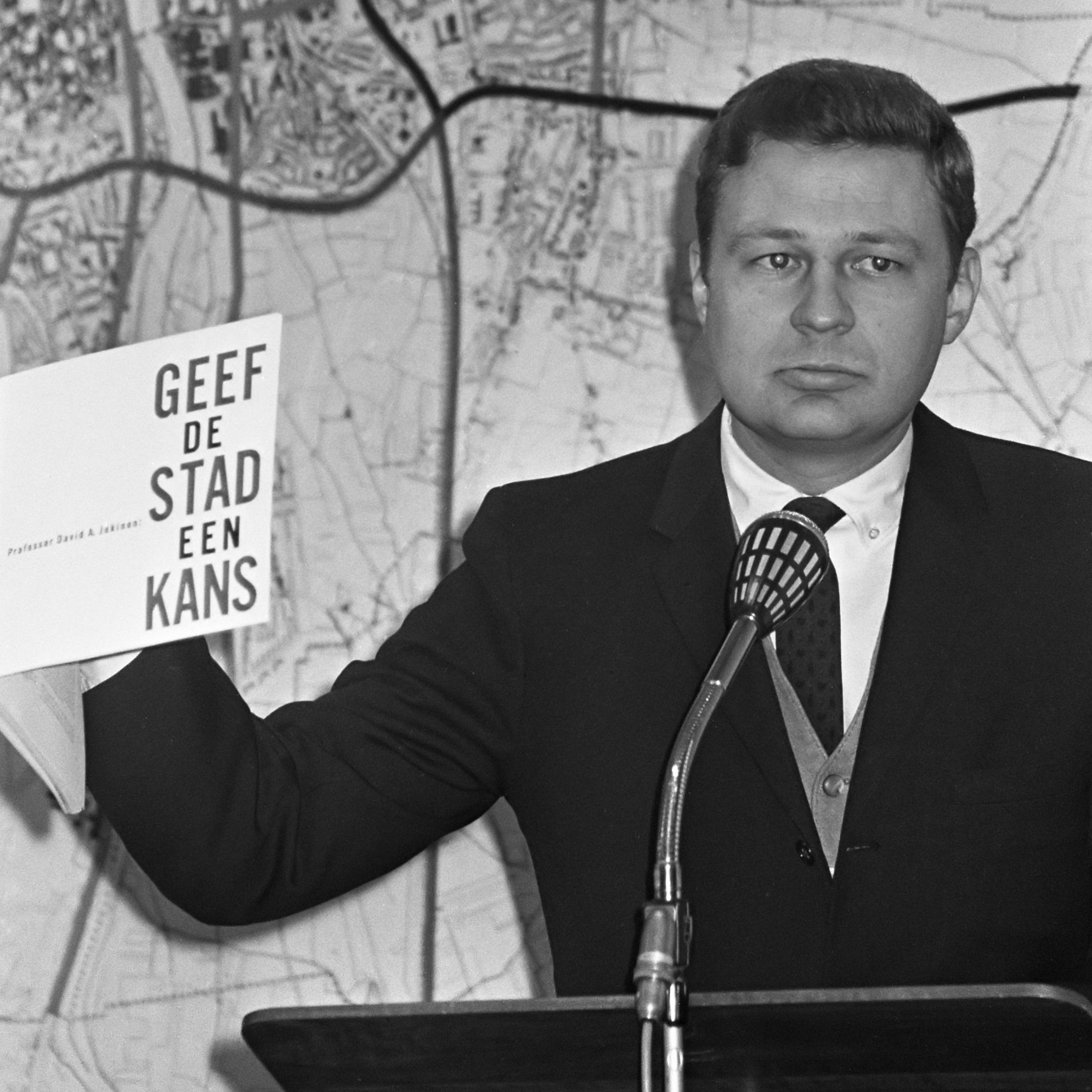
David Jokinen présente le rapport Geef de stad een kans en 1967.

En 1967, David Jokinen remet le rapport, officiellement intitulé « Geef de stad een kans », c'est-à-dire « Donnons une chance à la ville ». Ce plan d'urbanisme se veut une réponse à la congestion automobile qui frappe le centre-ville. L'idée qui sous-tend son propos est que « la fonction d'une route est de transporter l'utilisateur de cette route à sa destination aussi vite que possible »,.
Ainsi, 90 % des canaux sont prévus pour être remblayés et remplacés par des boulevards de rocade. De même, un réseau de routes radiales est prévu, de manière à desservir le centre-ville, dont l'évolution envisagée est une transformation en quartier d'affaires à la manière des « central business districts » américains. L'ingénieur affirme qu'« une bonne circulation de tous les types de trafic est vitale pour la bonne marche du centre-ville »,. En tout six autoroutes traversantes sont prévues, pour le passage desquelles une destruction de plusieurs quartiers historiques est planifiée.

Quelques vues du plan Jokinen
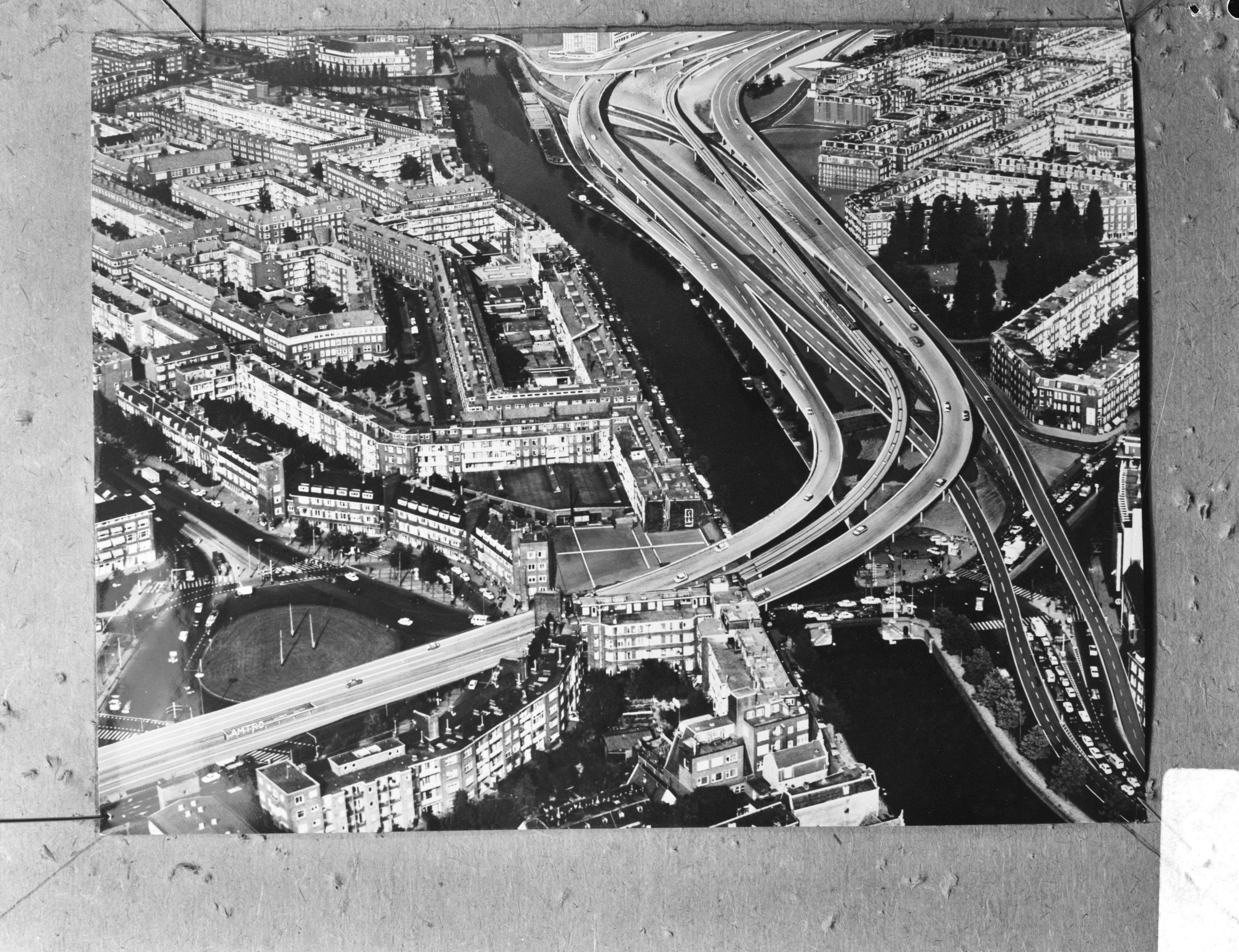
Une autoroute projetée le long du Kattensloot (nl).
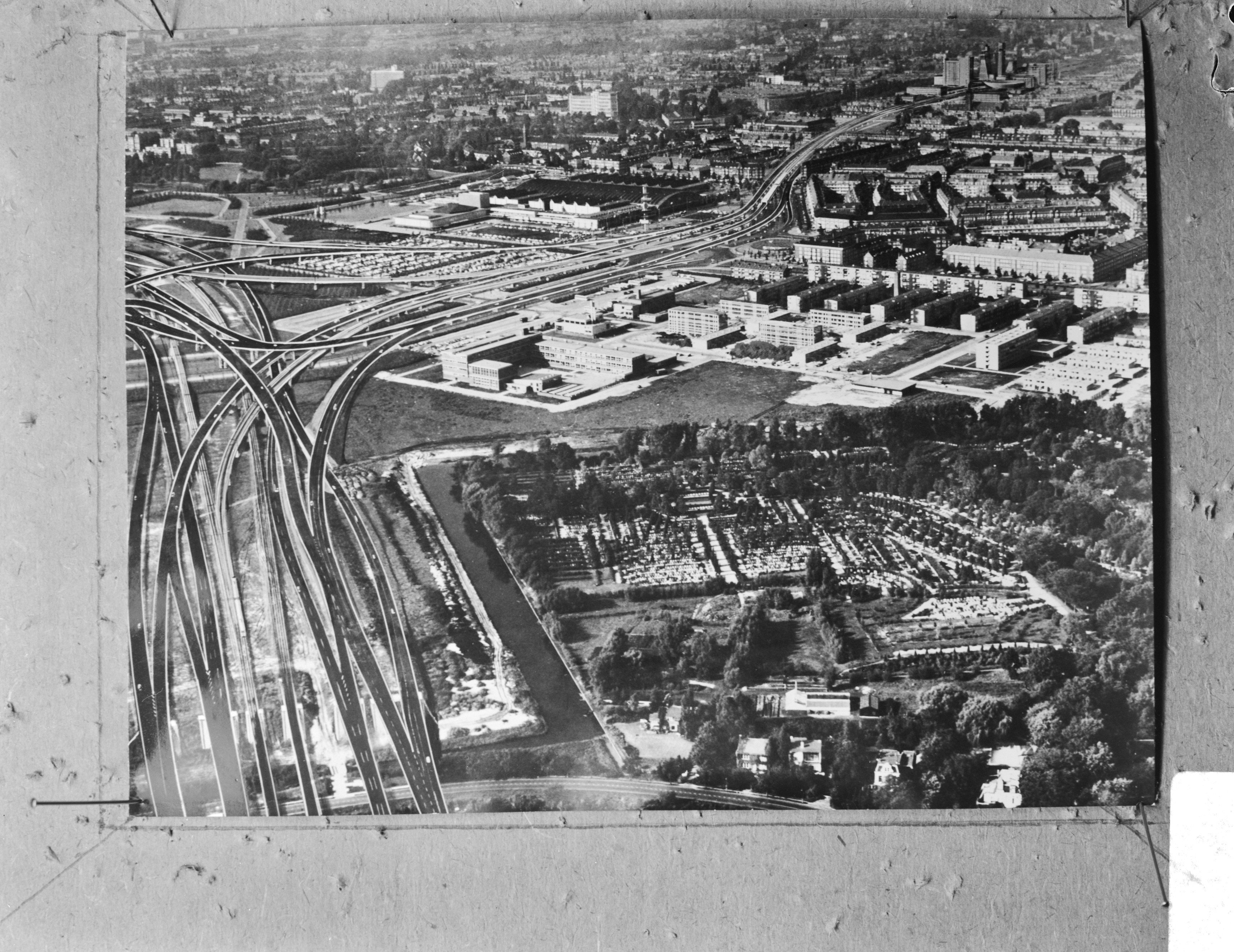
Projet de Jokinen pour un échangeur implanté possiblement à Zuideramstel.
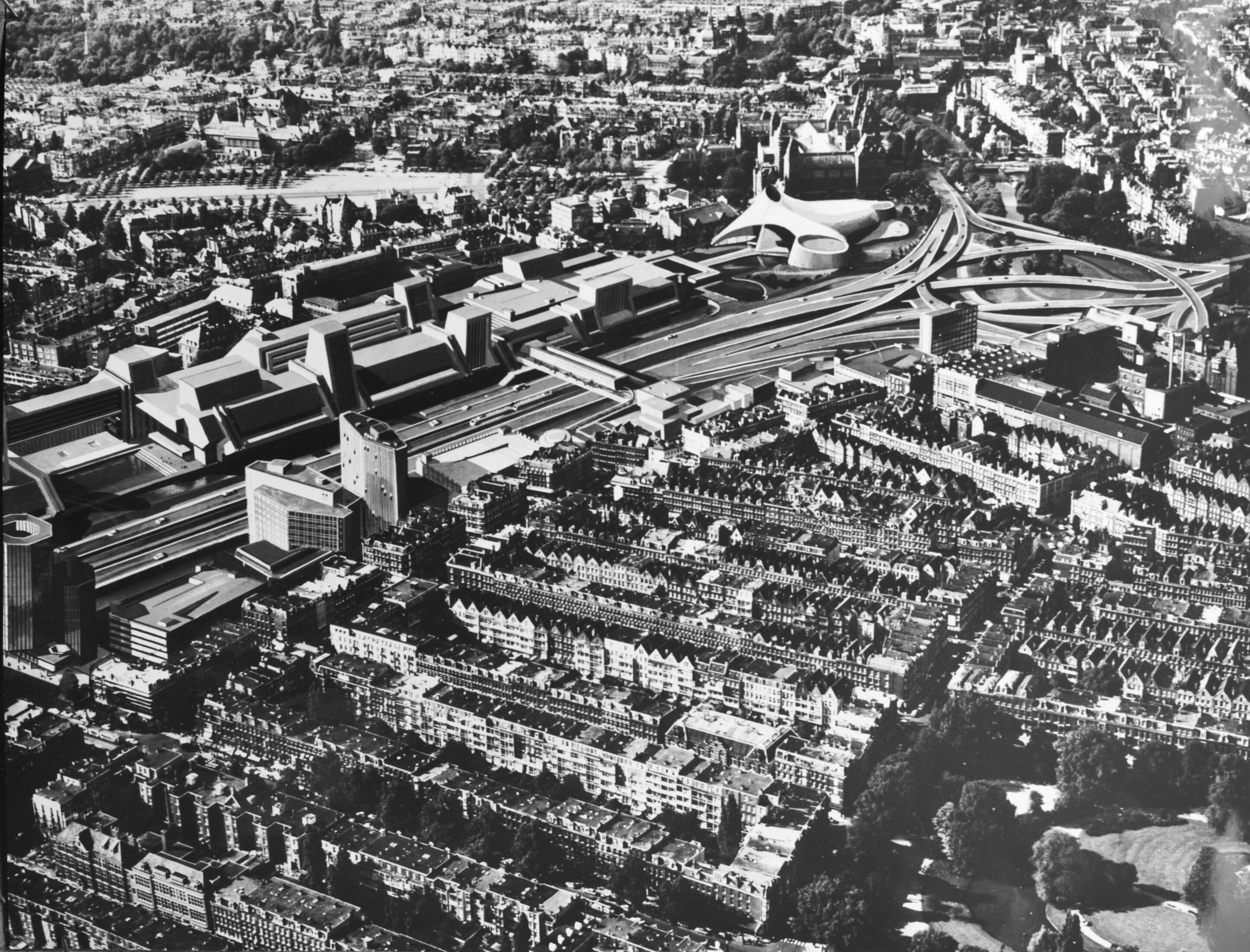
Projet d'autoroute desservant le centre-ville et notamment le Rijksmuseum[8].

## Abandon du plan
Les débats sur l'adoption du plan Jokinen sont particulièrement houleux. Le vote se révèle très incertain, et le plan est finalement rejeté par 22 voix contre et 21 pour. Les arguments des opposants au plan se focalisent notamment sur l'aspect « démodé » de l'infrastructure prévue, dont les effets négatifs observés outre-Atlantique sont déjà visibles par les observateurs néerlandais,.
Parmi ces effets négatifs cités à cette période, figurent notamment la crainte exprimée par les personnes âgées de sortir de chez elles du fait du trafic automobile ; la très forte croissance du nombre d'accidents de la route, qui causent à cette époque plus de trois mille morts par an dans le pays ; mais aussi l'aménagement automobile excluant pour toutes les personnes n'ayant pas les moyens d'utiliser ce transport. Dès 1971, 64 % des Néerlandais s'expriment en faveur de l'exclusion des voitures des centres-villes.
Par la suite, le premier choc pétrolier en 1973, ainsi qu'une prise de conscience généralisée des Néerlandais de la dangerosité de l'omniprésence automobile en ville, préfigurent un aménagement complètement différent faisant la part belle aux aménagements cyclables, à la marche et aux transports en commun